# Giri giri chop
Giri giri chop (jap. ギリギリchop) – dwudziesty szósty singel japońskiego zespołu B’z, wydany 9 czerwca 1999 roku. Osiągnął 1 pozycję w rankingu Oricon i pozostał na liście przez 11 tygodni, sprzedał się w nakładzie 804 720 egzemplarzy. Singel zdobył status potrójnej platynowej płyty.
Utwór tytułowy został wykorzystany jako 6 opening (odc. 143–167) anime Detektyw Conan, a utwór ONE został użyty jako piosenka przewodnia filmu Detective Conan: The Last Wizard of the Century.

## Lista utworów
| Nr | Tytuł                                | Czas |
| -- | ------------------------------------ | ---- |
| 1. | „Giri giri chop” (jap. ギリギリchop) | 4:01 |
| 2. | „ONE”                                | 4:10 |

## Muzycy
- Tak Matsumoto: gitara, kompozycja i aranżacja utworów
- Kōshi Inaba: wokal, teksty utworów, aranżacja
- Kaichi Kurose: perkusja
- Kōichi Terasawa: gitara basowa (#1)
- Shōtarō Mitsuzono: gitara basowa (#2)
- Matsuda Takanobu: pianino (#2)
- Shinozaki Strings: instrumenty smyczkowe (#2)
- Daisuke Ikeda: aranżacja instrumentów smyczkowych (#2)

## Notowania
| Lista                                  | Pozycja |
| -------------------------------------- | ------- |
| Oricon Weekly Singles Chart            | 1       |
| Oricon Monthly Singles Chart           | 2       |
| Oricon Yearly Singles Chart (rok 1999) | 19      |